# Mounes-Prohencoux
Mounes-Prohencoux är en kommun i departementet Aveyron i regionen Occitanien i södra Frankrike. Kommunen ligger  i kantonen Belmont-sur-Rance som ligger i arrondissementet Millau. År 2022 hade Mounes-Prohencoux 193 invånare.

## Befolkningsutveckling
Antalet invånare i kommunen Mounes-Prohencoux
Referens: INSEE